# Pungitius
Pungitius é um género de peixe da família Gasterosteidae.
Este género contém as seguintes espécies:
- Pungitius hellenicus
- Pungitius platygaster
- Pungitius pungitius